# في تي-4
في تي-4 (بالإنجليزية: VT4)‏، (بالصينية: 主战坦克)، أيضا تعرف باسم (MBT3000)، هي دبابة قتال رئيسية من الجيل الثالث الدبابات القتالية الصينية، أنتجتها نورينكو للتصدير في الخارج. وهي البديل المطور من الدبابة القتالية من نوع MBT2000 (VT-1) وأحدث نموذج دبابة من أسرة دبابات الخالد.
مشابه للدبابة تايب 99جي لكن بامكانيات أقل وأرخص لتتمكن من تصديرها. تعد الدبابة رخيصة الثمن لكن بها تقنيات مجربة وفعالة. مزودة بدروع تشبه الدروع التفاعلية وبها نظام لاطفاء الحرائق ونظام ليزري ونظام نافث للدخان لحمايتها.

## التصميم

### التسلح
المدفع الرئيسي من عيار 125 ملم مع 38 قذيفة. والمدفع مزود بنظام للقنص ونظام تلقيم ألي. مسلحة بمدفع رشاش 12.7 ملم مع 500 طلقة
ورشاش 7.62 ملم مع 3000 طلقة.

### التنقل
المحرك 1300 حصان ويمكن استبداله بمحرك 1500 حصان حسب الثمن. السرعة تصل إلى 67 كم\ساعة أما مداها فيصل إلى 500 كم.

### القيادة والسيطرة
تم دمج الدبابة أيضا مع أنظمة الاتصالات الرقمية للاتصال من دبابة إلى دبابة والتواصل بين القادة..

## المشغلين

### مشغلين حاليين
تايلاند

 نيجيريا

 باكستان

### مشغلين محتملين
' بيرو'
 الجزائر

## وصلات خارجية
- CCTV news footage of VT-4 driving past obstacles

قالب:PRCAFVs